# Battaglia di Embata
La battaglia di Embata fu una battaglia navale combattuta nel 356 a.C. tra gli Ateniesi, guidati da Carete, e le città che si erano ribellate al predominio ateniese (Bisanzio, Chio e Rodi, insieme ad altre). La battaglia si svolse a Embata, tra Chio ed Erythrae.

## Premesse
Nel 357 a.C. Chio, Bisanzio e Rodi, insieme ad altre città, appartenenti alla lega di Delo, si ribellarono al dominio ateniese, con l'incoraggiamento del dinasta di Caria Mausolo. Una prima flotta guidata dal generale Carete, con 60 navi, fu inviata contro i ribelli. A questa si aggiunse un rinforzo di altre 60 navi inviate al comando di Ifìcrate e di Timoteo, insieme a Menesteo, figlio del primo e genero del secondo, nell'estate del 356 a.C.

## Battaglia
Chio, Bisanzio e Rodi misero insieme una flotta di 100 navi e secondo Diodoro Siculo attaccarono le isole fedeli ad Atene ed assediarono Samo. I comandanti ateniesi assediarono quindi Bisanzio e parte della flotta dei ribelli fu inviata a difesa della città. Le flotte si sarebbero fronteggiate nell'Ellesponto, ma l'arrivo di una tempesta avrebbe impedito che scoppiasse la battaglia perché Ificrate e Timoteo si sarebbero ritirati. Carete, che avrebbe voluto ugualmente combattere li avrebbe quindi accusati di tradimento con una lettera inviata ad Atene
Secondo il resoconto di Cornelio Nepote nella vita di Timoteo, la flotta di Timoteo si sarebbe diretta a Samo, dove, avutane notizia si sarebbe diretto anche Carete. Scoppiata una tempesta Timoteo ed Ificrate si fermarono, mentre Carete proseguì fino a Samo, inviando ai colleghi un messaggio che li invitava a raggiungerlo. Ingaggiata battaglia subì una sconfitta perdendo parecchie navi. Avrebbe quindi inviato una lettera agli Ateniesi dicendo che avrebbe potuto prendere Samo se Timoteo e Ificrate non si fossero rifiutati di combattere.

## Conseguenze
Seguì un processo contro Timoteo ed Ificrate. Secondo Polieno, durante il successivo processo Ificrate rinunciò a difendersi, ma fece intravedere la sua spada ai giudici e fu dichiarato innocente, per timore che armasse tutti quelli della sua cerchia a sua difesa, in caso di condanna.
Timoteo invece fu condannato ad una pesante multa e morì in esilio a Calcide. L'avversione di Isocrate, amico e maestro di Timoteo, contro Carete sarebbe stata determinata da questo episodio

### Fonti antiche
- Cornelio Nepote, De viris illustribus, Timoteo, 3.4;
- Diodoro Siculo, Bibliotheca historica, 16.21.
- Polieno, Stratagemmi, 3.9.29.
- Stefano di Bisanzio, voce Ἔμβατον